# 셀림 3세
셀림 3세(오스만 튀르크어: سليم ثالث, 튀르키예어: III. Selim, 1761년 12월 24일 오스만 제국 콘스탄티노플~1808년 7월 29일 오스만 제국 콘스탄티노플)는 오스만 제국의 29대 술탄으로 오스만 제국의 서구화 정책을 추진하고 가장 큰 문젯거리였던 예니체리 군단을 폐지하려 했으나 발각되어 처형당했다.

## 즉위 이전
셀림 3세는 술탄 무스타파 3세와 조지아 태생의 첩, 미흐리샤 발리데 술탄 사이에서 태어났다. 1725년 이래로 오스만 왕조에는 황자가 태어났지 않았기 때문에 셀림의 탄생은 상서로운 사건으로 생각되었다. 그의 삼촌 술탄 압뒬하미트 1세는 16세기 이래 톱카프 궁정의 예식을 깨뜨리고 셀림에게 사회적 활동의 자유를 줬다. 이 자유를 이용하여 젊은 왕자는 개혁파를 형성하고, 프랑스의 루이 16세와 정치를 논했다. 그의 자유는 대재상 할릴 하미드 파샤가 1785년, 압뒬하미드 1세에 대항한 음모를 꾸밀때 그의 이름이 언급되면서 끝이 났다.

## 서구화 정책
시인이자 오스만 제국의 고전 음악에 능숙한 작곡가였던 셀림 3세는 아버지 무스타파 3세의 영향으로 개혁에 대한 열망을 갖게 되었다.
1789년 4월 7일 삼촌 압뒬하미트 1세의 뒤를 이어 왕이 된 후 오스만 제국의 사회, 경제, 행정의 혼란을 청산하고자 노력했다. 재위 중 1789년에 일어난 프랑스 혁명의 영향으로 지적과 정치적 동요를 겪었으며, 1792년 개혁위원회를 만들어 새로운 법규들을 제정했다.
여기에는 지방행정·조세·토지소유에 관한 개혁들이 포함되어 있었다. 더욱 중요한 것은 군사개혁이었다. 그는 새로운 육군학교와 해군학교를 세운 것 외에도 유럽식으로 무장하고 어려서부터 훈련시키는 보병대를 창설해 몰수·국유화한 봉토에서 나오는 수입과 술·담배·커피에 부과하는 세금으로 재정을 충당했다.
그리고 서구국가들과 직접 접촉하기 위해 주요 유럽 국가들의 수도에 오스만 제국의 대사관을 설치했다.

## 전쟁의 패배
셀림 3세는 1787년~1792년까지 일어났던 러시아와 오스트리아 전쟁 와중에 왕위에 올라 오스트리아 제국과 1791년 시스토바 조약(스비슈토프)을, 1792년 러시아와 다시 지시 조약을 체결했다.
1798년 나폴레옹이 이집트를 침공하자 셀림 3세는 영국, 러시아와 동맹을 맺었고 1798년 7월 21일 오스만 제국군과 맘루크 군단이 이집트에서 벌어진 피라미드 전투에서 나폴레옹의 프랑스군에게 크게 패했다.
1801년 프랑스가 이집트에서 철수하자 1804년 셀림은 나폴레옹을 황제로 인정하고 1806년 러시아와 영국에게 전쟁을 선포했다.

## 예니체리 군단의 반란과 처형
셀림은 오스만 제국의 가장 큰 문제인 예니체리 군단을 폐지하고자 노력했으나 셀림이 추구한 새로운 제도 개편과 프랑스 영향력 증대는 결국 예니체리 군단과 울라마(신학자들), 그리고 개혁으로 피해를 입은 반대세력들의 보수연합을 형성시키는 결과를 가져왔다.
1805년 발칸반도 지역의 군대 재조직을 명령하자 예니체리들이 에디르네에서 반란을 일으켰고 1807년에는 야마크(징집보충병)들의 반란으로 결국 개혁을 폐지하고 투옥당했으며, 뒤이어 무스타파 4세가 왕위에 올랐다.
1808년 가을, 루스추크(지금의 불가리아 루세)의 알렘다르 무스타파 파샤가 이스탄불의 개혁파와 작당하여 쿠데타를 일으켰다. 쿠데타는 성공하였으나, 예니체리를 비롯한 구법당은 알렘다르 무스타파가 이스탄불로 진군하여 도시를 장악하기 전에 셀림 3세를 암살해버렸다. 알렘다르 무스타파 파샤는 무스타파 4세를 폐위하고 마흐무트 2세를 군주로 옹립했다.